# لولا (فیلم ۱۹۶۱)
لولا (انگلیسی: Lola) فیلمی در ژانر درام عاشقانه به کارگردانی ژاک دمی است که در سال ۱۹۶۱ منتشر شد. این فیلم اولین ساخته سینمایی ژاک دمی به‌شمار می‌رود.